# Andrzej Kuch
Andrzej Kuch (ur. 27 października 1991 w Wieruszowie) – polski lekkoatleta specjalizujący się w skoku w dal. 
Największy sukces odniósł w 2021, zdobywając indywidualnie mistrzostwo kraju podczas Mistrzostw Polski 2021 w Poznaniu, ustanowił wówczas także rekord życiowy przekraczając granicę ośmiu metrów (8,05 m). Po raz drugi został mistrzem Polski dwa lata później podczas Mistrzostw Polski 2023 w Gorzowie Wielkopolskim. Zdobył też tytuł Drużynowego Mistrza Polski wraz z AZS UMCS Lublin. W 2013 roku reprezentował Polskę na Młodzieżowych Mistrzostwach Europy w Lekkoatletyce, które odbyły się w Tampere w Finlandii. 
Zawodnik na swoim koncie zgromadził już 11 medali Mistrzostw Polski Seniorów w Lekkoatletyce. Poza złotymi medalami w 2021 z Poznania oraz w 2023 w Gorzowie Wielkopolskim, zdobył srebrny medal na stadionie otwartym (Włocławek 2020) oraz czterokrotnie brązowy (Suwałki 2022, Białystok 2017, Bydgoszcz 2016, Kraków 2015). To także czterokrotny medalista halowych mistrzostw Polski - dwa srebrne medale (Toruń 2024 i 2023) oraz dwa brązowe (Toruń 2017 i 2016).
Rekord życiowy: stadion - 8,05 (26 czerwca 2021, Poznań); hala - 7,63 (17 lutego 2019, Toruń).
Mieszka w miejscowości Mirków, gmina Wieruszów.
23 sierpnia 2025 zakończy karierę sportową.